# Jermaine Dupri
Pour les articles homonymes, voir JD.
Jermaine Dupri, également appelé JD, de son vrai nom Jermaine Dupri Mauldin (né le 23 septembre 1972 à Asheville, en Caroline du Nord), est un producteur de musique, parolier et rappeur américain. Il est le président du label So So Def Recordings. Il fut directeur du label Island Urban Music de 2007 à 2009. Il fut également vice-président d'Arista Records et de Virgin Music.

## Biographie

### Jeunesse et débuts
Jermaine Dupri est né le 23 septembre 1972 à Asheville, en Caroline du Nord. Il grandit à College Park, dans la banlieue d'Atlanta. Il est le fils de Michael Mauldin ancien président de Columbia Records, et membre d'un modeste groupe de funk dans les années 1970, The Other Side.
Dupri se lance en tant que danseur pour le groupe de hip-hop Whodini à l'âge de douze ans,. Il participe au clip de leur chanson Freaks Come Out at Night,. En 1990, il produit son premier groupe, le trio féminin de hip-hop Silk Tymes Leather,. Plus tard, il découvre Kris Kross, un duo de jeunes rappeurs avec qui il va vraiment se faire un nom dans le milieu musical. Le premier album du groupe, Totally Krossed Out, est publié en 1992 et certifié multi-disque de platine grâce aux fameux singles, Jump et It's a Shame. Il monte son propre label, So So Def Recordings, en coentreprise avec Columbia Records et commence à signer le girl group Xscape et la rappeuse Da Brat. Il va faire de cette dernière la première rappeuse à atteindre le million d'albums vendus aux États-Unis. Entretemps il produit pour les plus grandes stars hip-hop et Rnb de l'époque comme The Notorious B.I.G., TLC, MC Lyte et New Edition, entre autres. La consécration vient en 1996 lorsqu'il est désigné meilleur producteur hip-hop et RnB de l'année par la presse spécialisée.
En 1998, il publie son premier album solo intitulé Life in 1472, sur lequel figure une pléiade d'artistes comme Snoop Dogg, Nas, Jay-Z, et Mariah Carey.

### Années 2000 et 2010
En 2000, il lance la carrière de Lil' Bow Wow. Là aussi le succès est au rendez-vous avec plusieurs millions d'albums vendus en deux ans. La carrière de Dupri s'essouffle. L'une de ses meilleures découvertes, le groupe Jagged Edge, décide de continuer sans lui et le milieu du hip-hop lui reproche de faire dans la facilité avec le jeune Bow Wow notamment. Il ira même jusqu'au diss avec Dr. Dre et Timbaland à cause d'une mauvaise interprétation d'une de ses interviews donnée à un journal où il déclare qu'il est aussi bon, si ce n'est meilleur, que ces deux producteurs de renom. Snoop Dogg prendra en partie sa défense en figurant sur le remix de Welcome to Atlanta du second album de Dupri. En 2003, il restructure son label en quittant Columbia Records pour BMG, signe des artistes plus street comme Bone Crusher, YoungBloodZ et Daz Dillinger et se sépare de Bow Wow. Le succès (surtout d'estime) revient donc. Il redevient incontournable lorsque Mariah Carey, alors en plein marasme musical, fait appel à ses services pour lui concocter les tubes qui la feront revenir sur le devant de la scène.
En 2006, il est nommé à la tête de Virgin Urban Music en 2006 avant de démissionner à la suite de l'échec de l'album de Janet Jackson. Il est toutefois nommé directeur de la branche Urban d'Island Records en 2007 et sort sa première biographie, assortie d'un Best Of retraçant sa carrière musicale la même année. En 2009, Dupri lance son propre blog, Global 14. Ce dernier parle de l'actualité de So So Def et de musique en général mais aussi de mode, de technologies et divers autres sujets (politique, automobile, etc.).
Depuis mars 2009, Dupri est à la tête d'un nouveau projet appelé Ocean's 7, et réunissant plusieurs artistes et producteurs RnB de renom. Il s'agit ni plus ni moins des producteurs Jermaine Dupri et Bryan-Michael Cox mais aussi des chanteurs Usher, Trey Songz et Johnta Austin ainsi que du rappeur Nelly. Le septième élément est le superviseur du label So So Def et ami de Dupri, Intynational. Un futur album est prévu courant 2009 tandis que la première mixtape est disponible gratuitement sur le blog de So So Def (Global 14) depuis le 29 mai.
En 2010, il tente de lancer trois nouveaux artistes signés sur Epic Records (Sony Music). Mais ni le chanteur de RnB Brandon Hines, ni le rappeur Fresco Kane n'arrivent à créer le buzz et sont donc éliminés de chez Epic. La troisième artiste qu'il tente de faire sortir de l'ombre est Leah LaBelle, une chanteuse de pop, découverte sur internet par lui et Pharrell Williams. De ce fait, Leah est signée conjointement sur So So Def et Iam Other, le nouveau label de Pharrell. La promotion de ses deux premiers titre (tous deux produits par Williams) est assurée par Epic Records. Le 13 février 2013, il organise un concert à Atlanta pour fêter les 20 ans de son label. Les anciens et actuels artistes de So So Def sont présents, excepté des pointures telles Daz Dillinger ou Kandi Burruss, la leader du groupe Xscape qui se sont brouillés avec Dupri ou avec d'autres artistes présents lors de la soirée. Y figurent aussi des amis de longue date de JD comme Jay-Z, Usher, Ludacris et Mariah Carey qui amena sur scène le gâteau d'anniversaire à l'effigie d'Afroman, le logo du label. En novembre 2013, Mariah Carey embauche Jermaine en tant que manager et directeur artistique de son prochain album. Il se sépare de Carey en août 2014.

## Vie personnelle
Jermaine Dupri a une fille prénommée Shaniah Cymone, née en 1998, et qu'il a eu avec son ex-compagne Pam Sweat. Les morceaux qu'il produit pour le compte de So So Def sont d'ailleurs signées par le nom de sa fille (Shaniah Cymone Music) depuis 2003. Avant cela, elles étaient signées So So Def Music.
Depuis 2002, il est officiellement le compagnon de Janet Jackson mais ils se sont réellement rencontrés en 2001 lors du remix de Someone to Call My Lover de Janet. En 2009, Janet Jackson annonce la fin d'une relation de sept ans[réf. nécessaire].
Depuis 2010, JD est beaucoup moins actif en ce qui concerne les productions et les albums. Cela est dû, en partie, à des problèmes personnels tels que sa rupture avec Janet Jackson, mais aussi à des soucis financiers avec le fisc notamment. En 2013, une banque américaine, qui lui avait permis de financer plusieurs projets musicaux, lui réclame plus d'un million de dollars pour non remboursement dans les délais accordés, et menace même de récupérer les droits et autres royalties des chansons produites pour So So Def Productions. Un catalogue incluant des chansons produites pour Usher, Mariah Carey ou Da Brat, entre autres[réf. nécessaire].
Le 1er mai 2013, Chris Kelly, l'un des membres du duo Kris Kross meurt d'une overdose. C'est un véritable choc pour Dupri qui a commencé sa carrière dans le monde de la musique avec eux. Il commentera sur son compte Twitter qu'il a passé plus de temps avec Chris Kelly qu'avec n'importe qui d'autre. Il le considérait comme un fils[réf. nécessaire].

## Discographie
- 1998 : Life in 1472
- 2001 : Instructions